# Grzbiet Arabsko-Indyjski

Grzbiet Arabsko-Indyjski

Grzbiet Arabsko-Indyjski (ang. Carlsberg Ridge, fr. Dorsale de Carlsberg, hiszp. Dorsal Arábigo-Índica) – fragment systemu śródoceanicznych grzbietów pomiędzy Afryką a subkontynentem Indyjskim. Stanowi północny fragment Grzbietu Środkowoindyjskiego. Przecina północno-zachodnią część Oceanu Indyjskiego. Rozciąga się w kierunku SE-NW, od 2° szer. geogr. południowej do 10° szer. geogr. północnej, do uskoku transformującego Owena (ang. Owen Fracture Zone) na północy. Na północnym zachodzie jego przedłużeniem jest Grzbiet Adeński.
Grzbiet Arabsko-Indyjski oddziela płytę afrykańską od płyty indyjskiej będącej częścią płytę indoaustralijską. W obrębie Oceanu Indyjskiego oddziela Basen Arabski na zachodzie od Basenu Środkowoindyjskiego na wschodzie.
Badania prowadzone przez Rosjan w latach 80. XX w. na fragmencie grzbietu o współrzędnych 2°S–69°E i 9°N–58°E wykazały, że Grzbiet Arabsko-Indyjski pocięty jest uskokami zwykłymi i transformującymi, o długości od kilku do 100 km, na kilkanaście (26?) fragmentów, poprzesuwanych względem siebie. Szybkość spreadingu na grzbiecie wynosi 1,2-1,5 cm/rok
Aktywność sejsmiczną w obrębie grzbietu potwierdzają doniesienia amerykańskiej służby geologicznej o wystąpieniu 15 lipca 2003 r. trzęsienia ziemi o magnitudzie 7.6.
Nazwa w wielu językach (Carlsberg Ridge) pochodzi od nazwy kompanii piwowarskiej, która sponsorowała wyprawę, w czasie której został odkryty.